# Henry Hathaway
Henry Hathaway (13. března 1898 Sacramento – 11. února 1985 Hollywood) byl americký filmový režisér a producent.

## Život
Narodil se 13. března 1898 Američanovi Rhodymu Hathawayovi a Beglgické aristokratce s maďarskými předky Marquise Lillie de Fiennesové. Během první světové války také sloužil v armádě Spojených států.
Jeho kariéra v showbyznysu začala v roce 1925, a po celý zbytek 20. let pracoval jako asistent režisérů u němých filmů. Jako samostatný režisér debutoval v roce 1932 filmem Dědictví pouště, což byl první snímek z jeho následné série westernů s Randolphem Scottem v hlavní roli. Za následující dva roky natočil celkem 7 westernů a v roce 1935 se podepsal i pod dobrodružné drama Tři bengálští jezdci, které se stalo hitem a získalo i sedm nominací na Oscara (včetně toho za režii).
Hned na to se stal jedním z předních režisérů společnosti Paramount a v kariéře pokračoval dalšími úspěšnými filmy jako Peter Ibbetson (1935), The Trail of the Lonesome Pine (1936) či I Loved a Soldier (1936), který však nebyl nikdy dokončen. V roce 1940 však přešel ke studiu 20th Century Fox. Pro Paramount natočil celkem 20 filmů.
Po dvou filmech (Johnny Apollo (1940) a Brigham Young (1940)) se však vrátil zpět ke studiu Paramountu, pro které v roce 1941 natočil ještě akční válečný film Západ slunce. Pro studio Fox dále natočil několik dalších dramat a westernů, ale v průběhu 40. let se začal soustředit i na žánry jako film noir i polodokument, mezi které patří např. Dům na 92. ulici (1945), The Dark Corner (1946) či Polibek smrti (1947). Koncem dekády se však vrátil zpět k žánru dobrodružných filmů a westernů.
V roce 1953 režíroval i slavný film s Marilyn Monroe – Niagara, avšak po dvou letech a snímku Závodníci (1955) od studia Fox odešel. I poté se však dokázal v showbyznysu uplatnit a na několik filmech spolupracoval spolu s Johnem Waynem.
Během 60. let se jeho filmy střídavě potýkaly s úspěchem a kritikou, o čemž svědčí propadák Cirrus World (1964), následovaný hitem Synové Katie Elderové (1965) a dalším nepříliš úspěšným snímkem 5 Card Stud (1968), po kterém přišly opět další trháky.
Jeho posledním filmem se stalo akční drama Hangup (1974). Za svou kariéru natočil celkem 65 filmů.
Henry Hathaway zemřel na infarkt v roce 1985 ve věku 86 let.

## Filmografie

### Režisér
- 1932 Heritage of the Desert
- 1932 Wild Horse Mesa
- 1933 The Thundering Herd
- 1933 Under the Tonto Rim
- 1933 Sunset Pass
- 1933 Man of the Forest
- 1933 To The Last Man
- 1934 Come on Marines!
- 1934 The Last Round-Up
- 1934 The Witching Hour
- 1934 Now and Forever
- 1935 Tři bengálští jezdci (v originále The Lives of a Bengal Lancer)
- 1935 Peter Ibbetson
- 1936 The Trail of the Lonesome Pine
- 1936 Go West Young Man
- 1936 I Loved a Soldier
- 1937 Lest We Forget
- 1937 Loď ztracených duší (v originále Souls at Sea)
- 1938 Spawn of the North
- 1939 The Real Glory
- 1940 Johny Apollo
- 1940 Brigham Young
- 1941 The Shepherd of the Hills
- 1941 Západ slunce (v originále Sundown)
- 1942 Ten Gentlemen from West Point
- 1942 China Girl
- 1943 A Lady Takes a Chance
- 1944 Home in Indiana
- 1944 Wing and a Prayer
- 1945 Nob Hill
- 1945 Dům na 92. ulici (v originále The House on 92nd Street)
- 1946 The Dark Corner
- 1946 13 Rue Madeleine
- 1947 Polibek smrti (v originále Kiss of Death)
- 1948 Volejte Northside 777 (v originále Call Northside 777)
- 1949 Down to the Sea in Ships
- 1950 Černá růže (v originále The Black Rose)
- 1951 You're in tha Navy Now
- 1951 Fourteen Hours
- 1951 Surová kůže (v originále Rawhide)
- 1951 Liška pouště (v originále The Desert Fox: The Story of Rommel)
- 1952 Diplomatic Courier
- 1952 O. Henry's Full House
- 1953 Niagara
- 1953 White Witch Doctor
- 1954 Princ Valiant (v originále Prince Caliant)
- 1954 Zlato Apačů (v originále Garden of Evil)
- 1955 Závodníci (v originále The Racers)
- 1956 The Bottom of the Bottle
- 1956 23 Paces to Baker Street
- 1957 Legenda o ztraceném (v originále Timbuctù)
- 1958 Z pekla do Texasu (v originále From Hell to Texas)
- 1959 Woman Obsessed
- 1960 Seven Thieves
- 1960 Na sever Aljašky (v originále North to Alaska)
- 1962 Jak byl dobyt Západ (v originále How the West Was Won)
- 1964 Circus World
- 1964 Of Human Bondage
- 1965 Synové Katie Elderové (v originále The Sons of Katie Elder)
- 1966 Nevada Smith
- 1967 The Last Safari
- 1968 5 Card Stud
- 1969 Maršál (v originále True Grit)
- 1970 Letiště (v originále Airport)
- 1971 Nájezd na Rommela (v originále Raid on Rommel)
- 1971 Vyrovnávání účtů (v originále Shoot Out)
- 1974 Hangup